# Megalobrama
A Megalobrama   a csontos halak (Osteichthyes) főosztályának sugarasúszójú halak (Actinopterygii)  osztályába, a pontyalakúak (Cypriniformes) rendjébe, a pontyfélék (Cyprinidae) családjába, és az Cultrinae alcsaládjába tartozó nem.

## Rendszerezés
A nemhez az alábbi 6 faj tartozik.
- Megalobrama amblycephala
- Megalobrama elongata
- Megalobrama mantschuricus
- Megalobrama pellegrini
- Megalobrama skolkovii
- Megalobrama terminalis